# Günter Cerwinka
Günter Cerwinka (* 24. November 1941 in Breitenhilm) ist ein österreichischer Historiker.

## Leben
Er wuchs in Leoben auf. Nach der Reifeprüfung 1959 studierte er in Graz und Wien Geschichte, Geographie und Germanistik. Von 1965 bis 1967 war er wissenschaftliche Hilfskraft, danach als Assistent am Institut für Geschichte der Grazer Universität bei Friedrich Hausmann. 1980 wurde er für Allgemeine mittelalterliche Geschichte habilitiert. 1988 folgte er Helmut Mezler-Andelberg als Leiter der Abteilung für Historische Landeskunde und vergleichende Regionalgeschichte am Institut für Geschichte Graz.

## Schriften (Auswahl)
- Die politischen Beziehungen der Fürstenhöfe zu Graz und München im Zeitalter des konfessionellen Absolutismus 1564–1619. 1966, OCLC 164977070.
- Untersuchungen zur Städtepolitik der österreichischen Landesfürsten von der Mitte des 13. bis zum Ende des 14. Jahrhunderts. 1981, permalink.obvsg.at.
- ... und heraus mit mut’gem Sang. Beiträge zur österreichischen Studenten- und Studentenvereinsgeschichte. Graz 2002, ISBN 3-901921-15-X.